# Audrey Wurdemann

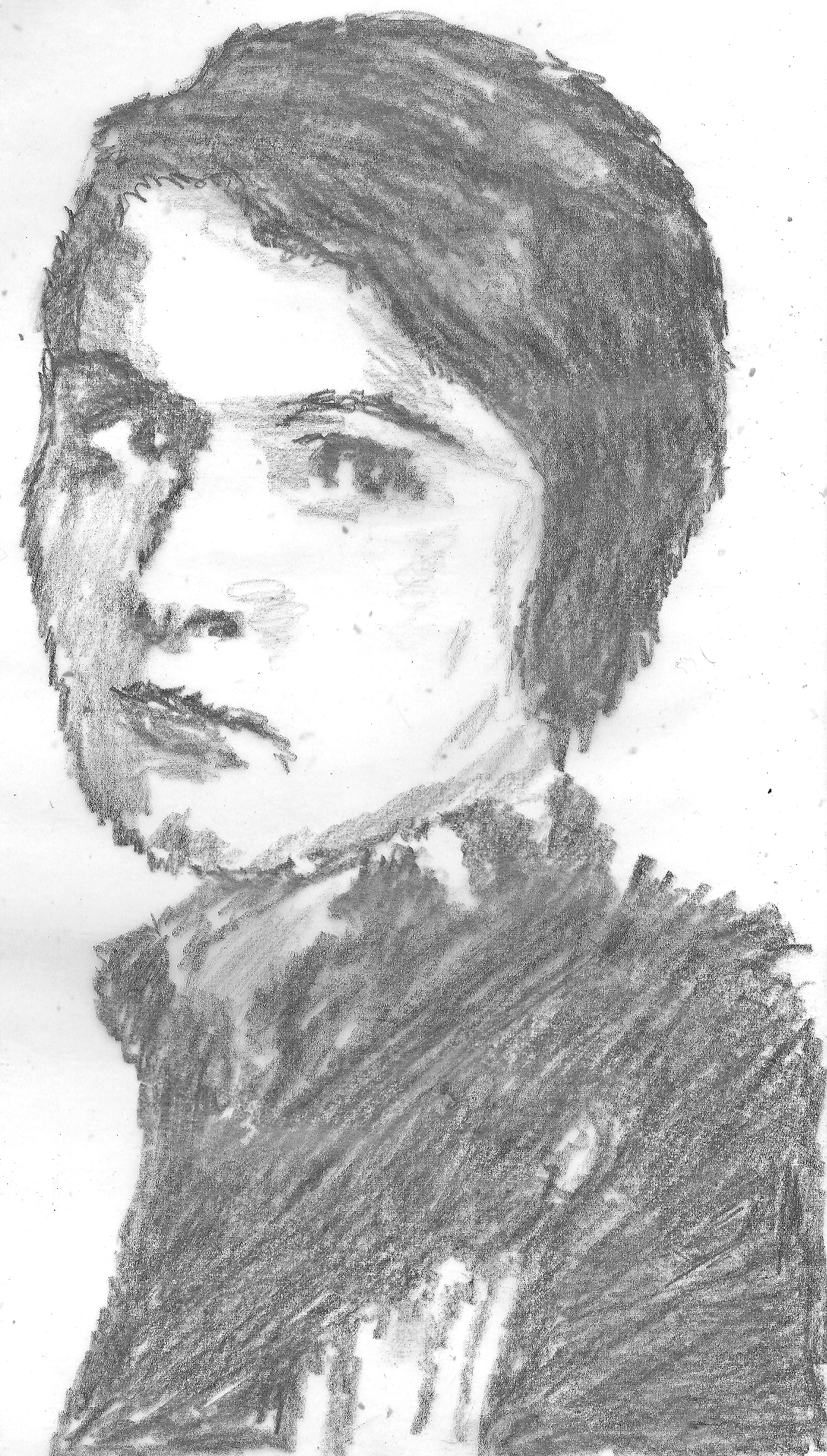
Audrey Wurdemann

Audrey May Wurdemann (* 1. Januar 1911 in Seattle, Washington; † 20. Mai 1960 in Miami, Florida) war eine US-amerikanische Dichterin. Sie war in dem Alter von 24 Jahren die jüngste Gewinnerin des Pulitzer-Preises für Dichtung für ihre Gedichtsammlung Bright Ambush.

## Leben
Wurdemann begann Verse  zu schreiben, unmittelbar nachdem sie gelernt hatte zu schreiben. Bis zu ihrem elften Lebensjahr wurde sie zu Hause unterrichtet. Danach besuchte sie die St. Nicholas School for Girls. Mit 14 Jahren hatte sie zwei Dutzend ihrer Gedichte in Zeitungen und Zeitschriften veröffentlicht. Als sie 16 war, wurde ihre erste Gedichtsammlung The House of Silk mit der Unterstützung des kalifornischen Dichters George Sterling veröffentlicht.
1932 schloss sie ihr Studium an der University of Washington als Bachelor of Arts ab. Danach reiste sie durch die Vereinigten Staaten von Amerika und Asien.
Im Mai 1933 wurde sie die zweite Ehefrau des Dichters Joseph Auslander und zog zu ihm nach New York City, wo er seit 1929 an der Columbia University lehrte. Dieses Paar schrieb 1948 den Roman My Uncle Jan und 1951 den Roman The Islanders.
Wurdemanns Gedichte wurden im Harper’s Magazine und in Poetry veröffentlicht. Ihr Grab liegt in dem Flagler Memorial Park in Miami.